# Studio Wschód
Studio Wschód – polski program publicystyczny o tematyce gospodarczo-politycznej dotyczący obszaru dawnego ZSRR. Program jest emitowany w TVP Info (początkowo w TVP3) od 2007 roku. Gospodynią programu od początku jego istnienia jest Maria Przełomiec.
W programie omawiane są bieżące wydarzenia w Rosji, Ukrainie, Białorusi, krajach bałtyckich i Azji. Wydarzenia komentowane są przez polityków i ekspertów z Polski i z zagranicy.
Od listopada 2013 do stycznia 2016 program emitowany był nieregularnie, zazwyczaj co dwa tygodnie. Od stycznia 2016 program emitowany był w każdą sobotę o 17.30 po Teleexpressie Extra. Z powodu trwającej pandemii koronawirusa program został tymczasowo zawieszony, lecz po przerwie program wrócił do TVP Info.
Po przejęciu spółki TVP 20 grudnia 2023 i ponownie 29 grudnia 2023 program ten nie był emitowany.